# Dryadaula heindeli
Dryadaula heindeli är en fjärilsart som beskrevs av Reinhardt Gaedike och Scholz 1998. Dryadaula heindeli ingår i släktet Dryadaula och familjen äkta malar.
Artens utbredningsområde är Tyskland. Inga underarter finns listade i Catalogue of Life.